# سارا انصاری
سارا فرانسیس دبورا انصاری،  استاد تاریخ در رویال هالوی  لندن است . وی متخصص تاریخ معاصر آسیای جنوبی و به ویژه پاکستان و تجزیه هند است. وی از سال ۲۰۲۱ میلادی مدیر انجمن سلطنتی آسیایی انگلیس مرکزی برای شناخت کشورهای شرقی و ترجمه متون آنها است.

## حرفه
علایق تحقیقاتی انصاری مربوط به تاریخ اخیر آسیای جنوبی و به ویژه پاکستان است. وی سردبیر مجله انجمن سلطنتی آسیایی هم هست .

## آثار
- قدیسان صوفی و قدرت دولتی: پیرس سند، 1843-1947. انتشارات دانشگاه کمبریج، کمبریج، 1992. ISBN 0-521-40530-0
- زنان، دین و فرهنگ در ایران. روتلج، 2002. (ویراستاری با ونسا مارتین) ISBN 978-0700715091
- زندگی پس از تقسیم (هند) : مهاجرت، اجتماع و نزاع در سند، 1947-1962. انتشارات دانشگاه آکسفورد، آکسفورد، 2005. ISBN 9780195978346
- از سوژه ها تا شهروندان: جامعه و دولت روزمره در هند و پاکستان، 1947-1970. انتشارات دانشگاه کمبریج، دهلی، 2014. (ویراستار مشترک با تیلور سی شرمن و ویلیام گولد) ISBN 978-1107064270